# Melodia

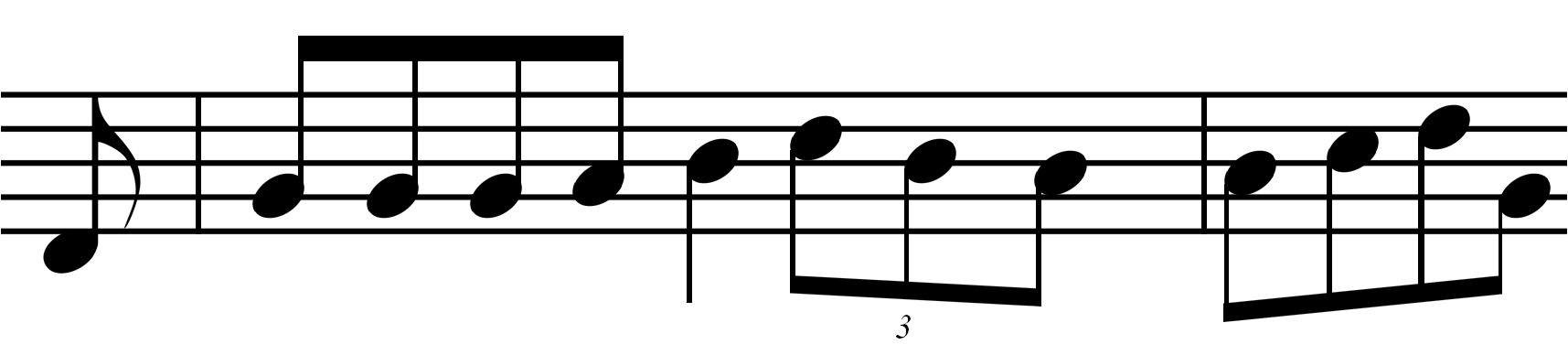
Un esempio di melodia

Una melodia, frase melodica o linea melodica, nella teoria musicale, è lo studio dei suoni nella dimensione orizzontale, si tratta di una successione di suoni nel tempo la cui struttura genera un organismo musicale di senso compiuto.  
Nella storia della musica il termine ha assunto anche il significato di breve composizione da camera per voce e accompagnamento strumentale, coltivata in Francia soprattutto nell'Ottocento e affine alla romanza italiana.

## Teoria musicale
La proprietà di una melodia, affidata a una voce o a uno strumento, è quella di essere facilmente individuabile all'interno del tessuto compositivo. Perciò, nel caso di una struttura polifonica, affinché le melodie siano riconoscibili, occorre evitare che le singole parti si confondano. Ciò è possibile giocando sui contrasti tra i timbri (ad esempio, nel caso della voce umana, soprano, contralto, tenore e basso) ed evitando attacchi simultanei di voci diverse.
La Melodia è invece una vera e propria branca dell'Arte della Composizione musicale, al pari dell'Armonia, del Contrappunto e della Fuga. Questa materia è l'oggetto di eccellenti trattati (miliare, per esempio, quello del maestro Antonín Reicha del 1814, intitolato appunto Trattato di Melodia).

### Melodia Cruciforme
Una melodia con quattro toni è detta melodia cruciforme. Ad essa solitamente ci si riferisce quando si indica il compositore Johann Sebastian Bach, il cui cognome potrebbe rappresentare in toni un crittogramma musicale noto come motivo BACH. Il soggetto della fuga in Do minore dal Clavicembalo ben temperato, vol. I, è una melodia cruciforme.